# Superhéroe
Un superhéroe es un personaje de ficción cuyas características superan a las del héroe clásico, generalmente con poderes sobrehumanos aunque no necesariamente, y entroncado con la ciencia ficción.
Generados a finales del año 1936 en la industria del comic book estadounidense, que contribuyeron a levantarla, han gozado de multitud de adaptaciones a otros medios, especialmente en el cine.

## Historia

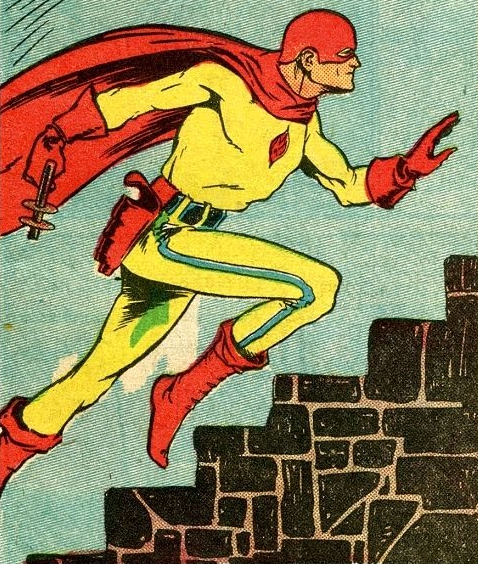
Superhéroe The Flame creado por Will Eisner.

La palabra 'superhéroe' se remonta a 1917. Los antecedentes del arquetipo incluyen personajes mitológicos como Gilgamesh, Hánuman, héroes griegos o semidioses como Ulises, Perseo  o Heracles, así como héroes folclóricos como Robin Hood, que tenían aventuras vestidos con ropas distintivas. Inspiraciones de la vida real detrás de superhéroes disfrazados se remontan a grupos de "justicieros enmascarados" del Viejo Oeste estadounidense, como los grupos vigilantistas de los Vigilantes de San Diego o los Bald Knobbers quienes se enfrentaban y daban muerte a forajidos mientras usaban máscaras. Este vigilantismo enmascarado inspiró más tarde a los luchadores contra el crimen enmascarados de ficción en la narrativa estadounidense, comenzando con el personaje Deadwood Dick en 1877.
La obra de teatro británica de 1903 La Pimpinela Escarlata y sus derivados popularizaron la idea de un vengador enmascarado y el tropo de los superhéroes que tienen una identidad secreta.
El concepto se estaba incubando en las series de aventuras de grafismo realista y las revistas pulp. Héroes como John Carter (1912) iniciaron los relatos de ciencia ficción espacial.
En los años 1920, surgieron figuras como Buck Rogers (1928), así como personajes de tiras cómicas que mostraban fuerza sobrehumana, incluyendo Patoruzú (1928) y Popeye (1929). La aparición de La Sombra (1930) consolidó aún más el modelo del vigilante enmascarado en la ficción popular.
En 1930 también se publicó la novela Gladiator de Philip Wylie, que introdujo al personaje Hugo Danner, un ser con habilidades sobrehumanas. En Japón, aparecieron algunos de los primeros héroes con superpoderes, como Ōgon Bat (Fantasmagórico) en 1931,  y el Príncipe de Gamma, ambos surgidos en el medio del kamishibai. Fantasmagórico que anticipa características obvias (apariencia espectral así como la habilidad para volar) que luego se asocian con Superman. Hay que recordar que Fantasmagórico es el nombre castellano del héroe japonés; su nombre original es Ōgon Bat; el Murciélago Dorado.
En el ámbito de la ciencia ficción espacial, Flash Gordon debutó en 1934, mismo año en que apareció Mandrake el mago, con guion de Lee Falk, considerado uno de los primeros héroes de los cómics con poderes. El personaje inicialmente poseía poderes sobrenaturales, que luego fueron adaptados a habilidades ilusionistas e hipnóticas, Ese año también se publicó The Mightiest Machine de John W. Campbell, presentando al personaje Aarn Munro, otro ejemplo temprano de seres sobrehumanos en la literatura.
En 1935 surgió The Adventures of Patsy, La protagonista Patsy, una niña común y corriente de entre 4 y 6 años, es llevada por una cometa en un viaje fantástico, donde conoce al Mago Fantasma, un misterioso protector enmascarado que vestía una capa y poseía habilidades mágicas. De vuelta en la Tierra, el Mago Fantasma abandonó sus poderes y disfraces, asumiendo la identidad de Phil Cardigan, el tío de Patsy, En 1936, Lee Falk creó The Phantom, considerado un precursor estético del género de superhéroes, ya que fue uno de los primeros personajes en utilizar un antifaz que ocultaba los ojos y un traje ceñido. Lee Falk tmbién seríasel guionista de The Phantom (1936), que puede considerarse un precursor estético del género, cuando no su pionero, el Fantasma es el primero en utilizar un antifaz que oculta las pupilas de los ojos.
En 1937 apareció Olga Mesmer, "La chica de los ojos de rayos X", de una tira de una página publicada en la revista pulp Spicy Mystery Stories, y en agosto del mismo año, en una carta de lectores de la revista pulp Thrilling Wonder Stories, se utilizó por primera vez el término "superhéroe" para describir al personaje Zarnak de Max Plaisted.
Poco después, empezaron a aparecer personajes en la ficción pulp que iban enmascarados o disfrazados como Jimmie Dale (The Grey Seal) (1914), el Zorro (1919) y  La Sombra (1930),  así como héroes de las tiras cómicas como The Phantom (1936). También empezaron a aparecer, personajes sin disfraces pero que mostraban fuerza sobrehumana, incluyendo personajes de tiras cómicas como Patoruzú (1928) y Popeye (1929). En agosto de 1937, en una columna de cartas de los lectores de la revista pulp Thrilling Wonder Stories, se utilizó la palabra 'superhéroe' para referirse el protagonista de la tira Zarnak de Max Plaisted, lanzada en la revista en agosto de 1936.

### Edad de Oro (1938-1956)
Se discute el comienzo preciso de la Edad de Oro de los cómics, aunque la mayoría coincide en que inició con el lanzamiento de Superman en 1938. Superman sigue siendo uno de los superhéroes más reconocibles, y su éxito generó un nuevo arquetipo de personajes con identidades secretas y poderes sobrehumanos. Superman (1938) de DC Comics, tuvo un éxito enorme y generó un sinfín de imitaciones que sostuvieron la industria del comic book durante años. 
Después de Superman, nacen superhéroes como Namor en abril de 1939 (primer superhéroe de Timely, predecesora de Marvel Comics), Batman en mayo de 1939, la Antorcha Humana en octubre de 1939 y al año siguiente Flash o Linterna Verde. Como señala Oscar Masotta, "no es casual que el período que va desde el "crack" del 29, pasando por los años de la guerra civil española, hasta el comienzo de la Segunda Guerra Mundial, coincida con la aparición de Superman, Batman o Capitán Marvel".
Este período también vio el surgimiento de una de las primeras superheroínas, Magician From Mars (Maga de Marte), creada por John Giunta y Malcolm Kildale para Centaur Publications en Amazing-Man Comics. Apareció en cinco números de la revista (#7-11, noviembre de 1939 a abril de 1940), precediendo a muchas otras superheroínas de cómics de la Edad de Oro, Jane 6ᴇᴍ35, más tarde conocida como Q-X3, fue una terrícola y marciana que nació en Marte. Cuando era bebé, fue expuesta a un rayo de rayos catódicos, un accidente que, combinado con su fisiología híbrida, provocó el surgimiento de sus extraordinarios poderes.
Las primeras historias de superhéroes contenían esquemas narrativos muy parecidos a los de las más recientes tiras de aventuras:[cita requerida] historia entre la realidad y la ficción, en forma de serie continua, basada en un protagonista carismático con doble identidad, máscara o disfraz y otros complementos. Bien visto, lo único que añadieron algunos superhéroes fueron los superpoderes, pero desde el punto de vista industrial acabarían revolucionando el mercado.
Igual que las historietas japonesas coetáneas, pronto se dejarán imbuir del espíritu bélico de la Segunda Guerra Mundial, presentando en muchas ocasiones nombres o uniformes relacionados con sus símbolos nacionales y enfrentándose a los enemigos del país. Es el caso de The Shield de MLJ Magazines y Uncle Sam de Quality Comics, que surgieron en 1940, y la Mujer Maravilla de William Moulton Marston y el Capitán América de Joe Simon y Jack Kirby, ambos de 1941. Gracias al marco histórico en el que nacieron lograron un gran éxito comercial, pero al finalizar la guerra fueron cayendo en el olvido. Muy diferente es el renovador The Spirit (1940) de Will Eisner.
En Italia, Vincenzo Baggioli y Carlo Cossio crean en 1938 a Dick Fulmine, un superhéroe autóctono, aunque carecía de poderes.

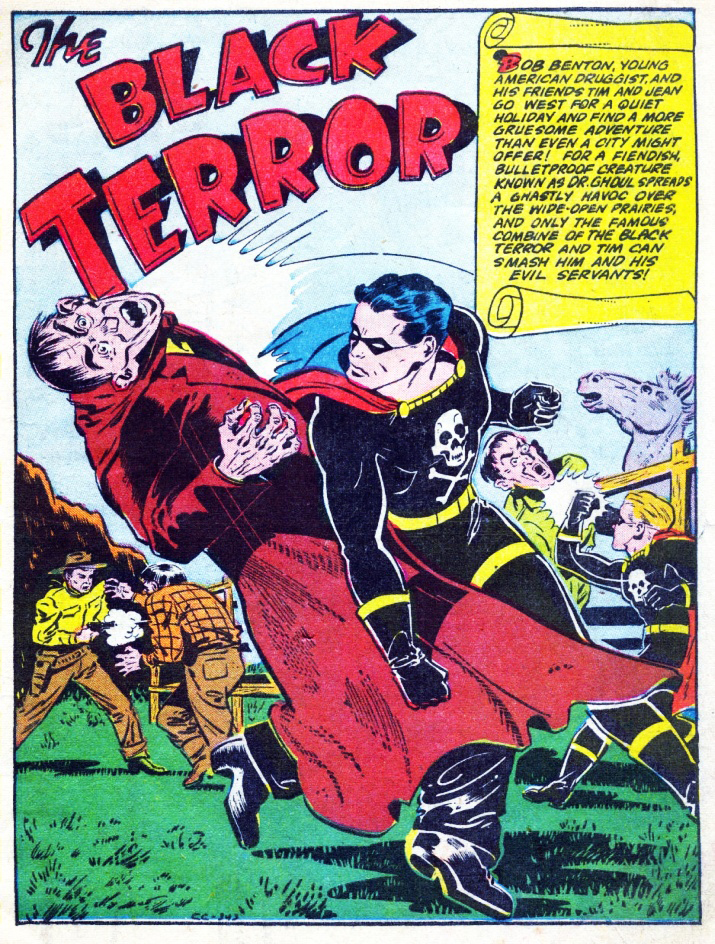
Superhéroe de un comic-book de 1945.

Tras la Segunda Guerra Mundial, el éxito de las historietas de superhéroes empezó a disminuir, fueron sustituidas por todo tipo de géneros como la serie negra, historietas infantiles, románticas, de monstruos, westerns, etc. Por si esto fuera poco, el psiquiatra Fredric Wertham (en su obra La seducción del inocente) afirmaba a finales de los años 1950 que los superhéroes creaban una distorsión de la realidad. Citaba, entre otros ejemplos, que el hecho de que Superman pudiera volar generaba falsas esperanzas, que Batman y Robin tenían una relación pedófila y que la Mujer Maravilla no podía estar como igual en un grupo de hombres como la Liga de la Justicia. Además afirmaba que todos estos ejemplos eran una mezcla volátil que daba como resultado conductas agresivas así como el desencadenamiento de la violencia juvenil/adulta.

### Edad de Plata (1956-1970)
Todo eso cambió en 1961 cuando, siguiendo la liga de la Liga de la Justicia de DC, la editorial Marvel Comics decidió crear su propio grupo de superhéroes y se lo encargó al editor y guionista Stan Lee, que trabajó con varios dibujantes.
El primer número de Los 4 Fantásticos, obra de Lee y del dibujante Jack Kirby, apareció en noviembre de 1961, y la humanidad de los personajes, sumada a la combinación de elementos de otros géneros mucho más comerciales de la época, catapultó a la serie en las listas de ventas. Azuzados por este éxito, Stan Lee, Jack Kirby y Steve Ditko se lanzaron a la creación de una gran cantidad de personajes: "Hulk", "Thor", "Spider-Man", "Daredevil" o "X-Men", todos ellos superhéroes con problemas de diferente índole (de salud, de aceptación social, económicos, etc.).
Uno de los méritos de Stan Lee es la humanización de los personajes, así como el hecho de convertir en héroes a personas con problemas. Spider-Man es un joven del que abusan sus compañeros de clase, en parte porque es impopular; Daredevil es ciego; Thor, cuando es humano, es cojo; Iron Man es un enfermo del corazón; los X-Men en sus orígenes eran jóvenes marginados, etc. En cierta medida, este universo de superhéroes es un reflejo de los cambios profundos que comenzaba a vivir EE. UU. con las luchas por los derechos civiles".
Las relaciones de tipo humano entre los superhéroes pasaron a ser más importantes, pudiendo haber enfrentamientos, o por lo menos retos, entre los buenos, como sucede entre la Antorcha Humana y Spider-Man. También hay que destacar que estos superhéroes procuran no matar cuando actúan y que sus motivaciones son principios de justicia abstractos, no venganzas personales.
En otras editoriales estadounidenses aparecieron Mr. A y The Question (1967). En Reino Unido había emergido Zarpa de Acero cinco años antes. Finalmente, en la España de Franco se prohibieron en 1964 estas series estadounidenses "porque los poderes de estos personajes les acercaban más a dioses que a héroes."

### Edad de Bronce (1970-1984)
Las historietas de superhéroes no solo presentaban las angustias personales de sus protagonistas, sino que empezaron a reflejar los asuntos de candente actualidad. Es el caso de la reunión de Linterna Verde y Flecha Verde que Dennis O'Neil y Neal Adams realizaron en 1970. Jack Kirby, en cambio, opta por todo lo contrario, y crea las series de "El Cuarto Mundo".

### Edad Oscura (1985-Actualidad)
La revista británica "2000 AD" (1977) será el caldo de cultivo de toda una hornada de nuevos autores británicos que a partir de 1982 vendrían a revitalizar el comic-book de superhéroes estadounidense con obras como "Watchmen" (1986), de Alan Moore/Dave Gibbons, junto a nativos como Frank Miller. La primera mostraba un futuro más negro y realista de la forma en que interactuarían los ciudadanos normales con respecto a las consecuencias de las acciones de los héroes que se suponía debían protegerlos. Destacaba la humanidad en ellos como imperfecciones y problemas sociales de sus alter ego, lo que permitía verlos como personas con dificultades normales. Trabajos como The Dark Knight Returns, de Frank Miller, en el caso de Batman, denotaron un ambiente más adulto para la historieta de superhéroes. También hay que destacar eventos como Crisis en Tierras Infinitas, que fueron la antesala a un proceso evolutivo dentro de la historieta de superhéroes.
Los artistas que fundaron Image Comics en 1992 crearon nuevas series como Spawn o The Maxx.
Actualmente, el género se ha revitalizado, apareciendo nuevos autores (Mark Millar, Brian Bendis, Michael Straczynski) y recuperando a otros (Chris Claremont, Kurt Busiek, Alan Davis). Así, los superhéroes constituyen la mayor parte de la industria del cómic en los Estados Unidos.
Además, los superhéroes han sido objeto de innumerables adaptaciones cinematográficas y televisivas, facilitadas últimamente por la mejora de los efectos especiales debido a la tecnología digital. Podemos destacar películas clásicas como "Superman" (1978), de Richard Donner, "Batman" (1989) y "Batman Returns" (1992), ambas de Tim Burton. El éxito de películas como Blade (1998), X-Men (2000) o Spider-Man (2002) ha motivado la aparición de una multitud de proyectos cinematográficos y televisivos protagonizados por superhéroes tan dispares como Daredevil, Catwoman, Hellboy o Hulk.
Una de las más recientes creaciones es el universo de "Graphene Man” (2015). Una historia solo existente en formato papel, al más puro estilo de los años 90. El libro "Graphene Man Génesis”, es el número uno y único hasta la fecha. Narra el origen del superhéroe (Gregorio García) y de su antagonista MauriCIO. El universo de los Hopers al que pertenece "Graphene Man", tiene conexiones con el popular universo de Iron Man y los Vengadores.

## Características

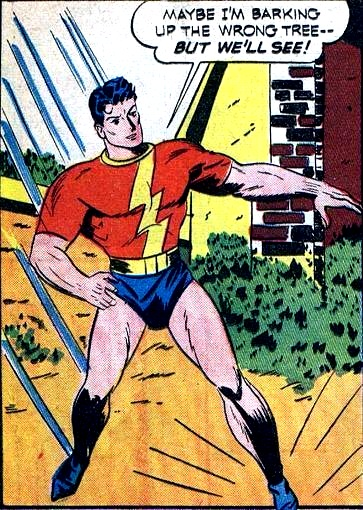
Imagen del cómic Captain Future (Capitán Futuro)

Como género puede considerarse el trasunto moderno de "varios estilos ancestralmente populares: los relatos mitológicos, los cuentos guerreros y las sagas familiares" con la diferencia de que el elemento religioso ha sido sustituido por la ciencia ficción.
Otras características típicas de los superhéroes son:
- Un origen o momento en el que se convierte en superhéroe, ya sea por ser el modo en que obtuvo sus capacidades especiales o el momento del trauma que le obligó a ello. Los más frecuentes son:
  - Origen no humano: extraterrestres, dioses mitológicos, semidioses, razas ficticias apartadas de la humanidad, robots, fantasmas, demonios, etc. Ejemplos: Superman, Thor, los Inhumanos, la Visión y Ghost Rider.
  - Origen natural: mutantes. Ejemplos: Wolverine y Cíclope.
  - Experimentos científicos: El origen del superhéroe puede ser una consecuencia accidental de un experimento. Ejemplos: Spider-Man, Flash, Deadpool, Hulk o Los 4 Fantásticos. También pueden ser incluidos experimentos con un fin buscado deliberadamente (como Capitán América).
  - Obtención de tecnología avanzada o artefactos místicos: como el anillo de Linterna Verde, la armadura de Iron Man o el adamantium del que están hechos las garras y el esqueleto de Wolverine.
  - Traumas: Por ejemplo, aquellos superhéroes cuyas familias fueron asesinadas. Suelen carecer de superpoderes pero disponen de sofisticadas armas, herramientas y habilidades que les permiten hacer justicia: Batman, The Punisher, Daredevil, etc.
- Una o varias capacidades especiales:
  - Superpoderes: capacidades superiores a las de los humanos corrientes, como lanzar rayos energéticos, volar, fuerza sobrehumana, invulnerabilidad, telepatía, telequinesis, etc.
  - Trajes con tecnología muy por delante de su época: como Iron Man o Ant-Man.
  - Poderes místicos: como el Doctor Strange, Zatanna o el Doctor Fate. Por lo general no aparecen como poderes "propios" del personaje, sino como técnicas ocultas de invocación de poderes o entidades sobrenaturales que podrían ser aprendidas y dominadas por cualquiera que también las estudiase.
  - Conocimientos de artes marciales: científicos, o de otro tipo, como Puño de Hierro.
  - Habilidades atléticas: como el Capitán América o Flecha Verde.
  - Gran inteligencia: como Mr. Fantástico y Batman.
- Su lucha desinteresada en defensa del inocente, ya sea combatiendo el crimen, catástrofes, invasiones extraterrestres o cualquier otra amenaza, con frecuencia al margen de la ley. Se puede hablar así de su estructura de valores morales: generosidad, sacrificio, autocontrol, piedad, etc, que convierten a los superhéroes en verdaderos "santos" modernos ("salvadores del mundo" dentro de la más auténtica tradición cristiana), en un mundo que carece de fe en los antiguos. En cualquier caso, no modifican de forma importante la vida en la Tierra, dedicándose a asuntos de poca trascendencia (no acaban con la guerra ni el hambre, por ejemplo). También puede relacionarse con el triunfo del individualismo, atemperado con la idea de servicio a la comunidad y el trabajo en equipo.
- Su perfección anatómica suele seguir cánones cercanos a los grecolatinos, aunque puedan seguir otras estéticas, como la del manga.
- Una identidad secreta (doble identidad o alter ego); tienen una identidad de "civil", aparentando ser una persona corriente, y otra bajo la que actúan como superhéroes, como Clark Kent (Superman) o Peter Parker (Spider-Man), aunque hay excepciones como Los cuatro fantásticos.
- Un uniforme, generalmente muy ajustado (para llevarlo bajo la ropa civil) y de colores llamativos, que suele ocultar su identidad secreta, a la vez que le identifica como superhéroe. Para algunos teóricos, este "traje ajustado que parece una exhibición de ropa interior" es el verdadero rasgo que los distingue de otros personajes con poderes sobrehumanos, como Doc Savage o La Sombra.[22]
- Una galería de villanos, personajes con características similares a las de los superhéroes excepto en las referidas a su motivación y sus métodos, por lo general opuestos a los del mismo. Las historias sobre superhéroes casi siempre involucran en algún grado un conflicto del héroe con un villano o grupo de villanos: el Duende Verde (de Spider-Man), el Joker (de Batman), el Mandarín (de Iron Man), Lex Luthor (de Superman) o Red Skull (del Capitán América).

## Parodias de superhéroes
En 1940 ya existían parodias del género como Super Ratón (un personaje de cómic llamado Super Mouse, y un personaje de dibujos animados llamado Mighty Mouse).
Al ir estableciéndose los estereotipos de superhéroes, creadores de muchos campos tomaron elementos de este subgénero y lo combinaron con su propia obra. Por ejemplo, en 1969, la editorial Mondadori, responsable de las historietas de personajes Disney, dotó al pato Donald de otra identidad como Paperinik (en español Patomas o Superpato), influido por superhéroes como Batman y por otros personajes de ficción. Patomas actuaba a veces como un superhéroe y otras como un supervillano. Goofy también ha sido dotado de una identidad como superhéroe (Supergoofy o Supertribi), adquiriendo superpoderes semejantes a los de Superman o Marvelman al comer un tipo especial de cacahuetes.
En España, Antonio Ayné creó "El conejito atómico" en 1953 para la revista infantil "Yumbo" y seis años más tarde, el Pumby de José Sanchis se transformaba en el superhéroe de Villa Rabitos en su propia revista, "Super Pumby". En este caso, los poderes aparecían gracias al consumo de zumo de naranja (Sanchis es valenciano). Podríamos decir que más tarde o más temprano, muchos personajes han pagado su tributo a este subgénero del cómic, adquiriendo por un tiempo superpoderes (como en el cómic de Mortadelo y Filemón Los superpoderes). Es posible afirmar siguiendo la misma línea de razonamiento que tal conversión (aunque sea momentánea) es el resultado de la maduración de un personaje: el autor prueba con ese escenario como uno más.
En 1966 aparece la serie televisiva Batman, la cual era al mismo tiempo una serie de entretenimiento y una parodia (en estilo del teatro del absurdo) al género superheroico. Tras el éxito de esta serie (un éxito conocido como la batmanía) se masificaron definitivamente las parodias en distintos segmentos mediáticos.
Un ejemplo a nivel de esta sucesión de parodias superheroicas, en animación fue la serie Batfink de fines de los años 1960, y una de las más famosas con actores fue la realizada a principios de la década de 1970 por el mexicano Roberto Gómez Bolaños Chespirito, llamada El Chapulín Colorado; héroe torpe, cobarde y jactancioso cuya mayor característica era su gran corazón y bondad. En la misma serie mexicana también destacó un personaje secundario llamado "SuperSam", interpretado por el actor Ramón Valdés, que parodiaba a un héroe basado en el ideal de vida estadounidense.
Las mismas editoriales que han desarrollado el cómic de superhéroes también se han dado cuenta de los aspectos absurdos y tópicos que se repiten y han publicado cómics que ridiculizan las convenciones del género. Por ejemplo, Marvel editó What the...?, serie que presentaba en cada número varias historietas paródicas cortas creadas por los mismos autores que creaban los cómics "serios" de superhéroes. Sergio Aragonés ha realizado trabajos de este tipo tanto para Marvel como para DC.
En 1973 el dibujante Jan creó a Superlópez, que en esencia es una parodia de Superman, para la Editorial Bruguera, que lo incluía en su línea de historietas cómicas. Superlópez es el superhéroe español más leído y ya se han publicado más de 40 álbumes. En los 1990, Jan creó a Superioribus, para Comics Forum, la editorial que publicaba las traducciones de Marvel en España. Las parodias de Superioribus eran historietas de una página que se incluían en las revistas de superhéroes "serios".
Cels Piñol también vio publicadas sus historietas paródicas breves de Fan letal en los cómics Forum, como complemento a las historietas "serias". Posteriormente ha publicado otras parodias de superhéroes y ciencia ficción, como Fanhunter, en álbumes completos.
Por último, desde la década de 1990 y hasta la actualidad, en canales televisivos privados de animación como Cartoon Network se han vuelto frecuentes y muy populares las parodias superheroicas con personajes antiguos, como Fantasma del Espacio de Costa a Costa o Radioactive Man (en Los Simpsons).
En los 2000, con el alce de la popularidad del género de superhéroes, películas como Deadpool, series de anime como One Punch-Man, My Hero Academia y Fanboy & Chum Chum y caricaturas como Teen Titans Go! se han encargado de homenajearlo u parodiarlo.

## Marca registrada
En Estados Unidos, la palabra "Super Hero" ("superhéroe", en inglés) es una marca registrada de forma conjunta por DC Comics y Marvel Comics, por lo que sólo ellas pueden utilizarla legalmente en sus productos y campañas comerciales. .
Al parecer, ambas editoriales solicitaron la concesión de la marca registrada en 1979, siéndoles concedida en 1981 al no haber ninguna reclamación al respecto. Según la propia solicitud original, la palabra llevaba utilizándose comercialmente al menos desde 1966.
Al tratarse de una marca registrada, y no un copyright, esto no impediría el calificar como "superhéroe" a un personaje de otra editorial en el interior de sus historias. Pero, en la práctica, muchas otras editoriales tanto estadounidenses como en el resto del mundo evitan el uso de la palabra, utilizando en su lugar términos como "metahumano", "mutante" o simplemente "héroe" como es el caso de la serie de manga Boku no Hero Academia. Tom Strong, de Alan Moore, utilizó al "science hero".
DC y Marvel han demandado en el pasado a otras empresas, o amenazado con hacerlo, por utilizar sin permiso la palabra "super hero" en sus productos; algunos ejemplos son el "Gunstar Super Heroes" de Sega o el cómic "Super Hero Happy Hour" de Dan Taylor.
DC y Marvel han defendido vigorosamente esta marca registrada en diversos sectores, incluidos juguetes, películas, series, etc., y han llevado a cabo acciones legales para impedir que otras empresas utilicen el término "superhéroe" sin su autorización. Por ejemplo, en 2014, las dos editoriales enviaron una carta de cese y desistimiento a Graham Jules, un autor británico, por usar "superhero" en el título de su libro Business Zero to Superhero. Aunque se le ofreció una compensación para cambiar el título, Jules rechazó la oferta. Posteriormente, Marvel y DC retiraron la demanda antes de la audiencia en la Oficina Británica de Propiedad Intelectual.
Un caso similar involucró a Ray Felix, creador de la serie A World Without Superheroes, quien intentó registrar ese título ante la Oficina de Marcas y Patentes de Estados Unidos (USPTO). Felix argumentó que el término "superhéroe" se había convertido en un término genérico y, por lo tanto, no debería estar bajo protección exclusiva. Aunque su solicitud fue abandonada, Felix expresó su intención de seguir impugnando la validez de la marca registrada.

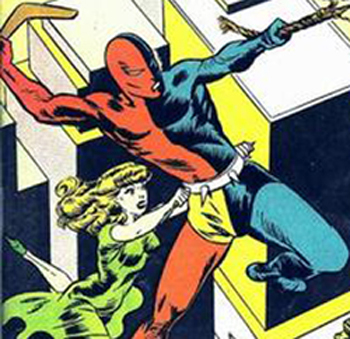
Daredevil, héroe de dominio público

Este debate forma parte de una discusión jurídica más amplia sobre el carácter genérico del término "superhéroe", en paralelo a otros nombres comerciales que, con el tiempo, han dejado de ser exclusivos, como "aspirina" o "yo-yo". Hasta 2024, Marvel y DC han mantenido con éxito sus derechos exclusivos sobre esta marca, salvo en algunos casos, como el de Superbabies Limited, que consiguió una decisión anulando parcialmente las marcas por su uso genérico.
Incluso cuando los personajes entran al dominio público, sus nombres no siempre están libres para su uso comercial. Un ejemplo destacado es el personaje Daredevil, creado originalmente por Jack Binder y Jack Cole para Lev Gleason Publications. Aunque su versión clásica está en el dominio público, Marvel posee la marca registrada del nombre "Daredevil", asociada a su propio personaje, lanzado en 1964. Esto impide que terceros utilicen comercialmente el nombre. Según la legislación estadounidense vigente en ese momento, los editores estaban obligados a renovar sus derechos de autor cada 28 años.